# Adolfo
Adolfo este un oraș în São Paulo (SP), Brazilia.